# ماریانو بیتولو
ماریانو بیتولو (انگلیسی: Mariano Bíttolo؛ زادهٔ ۲۴ آوریل ۱۹۹۰) بازیکن فوتبال اهل آرژانتین است که در پست دفاع چپ برای باشگاه فوتبال آرژانتینوس جونیورز بازی‌ می‌کند.

## حرفه
بیتولو کار خود را در سن ۱۸ سالگی در ولز سارسفیلد آغاز کرد و از سال ۲۰۱۳ برای کولون بازی کرد.